# Kleine Mühl
Die Kleine Mühl ist ein orographisch linker Nebenfluss der Donau im westlichen Granit- und Gneishochland in Oberösterreich.
Die Kleine Mühl, deren Quelle in der Bräuerau (nahe Ulrichsberg und Julbach) liegt, fließt westlich der Großen Mühl Richtung Süden, bis sie nach 32 Kilometern bei Obermühl (Gemeinde Kirchberg ob der Donau) in die Donau mündet. Die mittlere Durchflussmenge beträgt 3,3 m³/s.
Der Oberlauf der Kleinen Mühl ist durch das Natura-2000-Gebiet Böhmerwald-Mühltäler naturgeschützt.
Die Höglmühle in Hühnergeschrei stellte 1949 ihren Betrieb ein.
Für das Mühlviertel, die nördlich der Donau liegende Region Oberösterreichs, ist sie zusammen mit der Großen Mühl und der Steinernen Mühl nicht namensgebend. Der Name „Mühlviertel“ kommt von „mougl“ für Berg, Erhebung, Hügel und somit von „Mugelviertel“.
Die Kleine Mühl hat ein Einzugsgebiet von 382,3 Quadratkilometern. Die größten Zuflüsse sind:
| Name                     | Mündungsseite | Mündungsort              | Einzugsgebiet in km² |
| ------------------------ | ------------- | ------------------------ | -------------------- |
| Vipbach                  | rechts        |                          | 01,5                 |
| Julbach                  | links         | Julbach                  | 01,5                 |
| Kramlbach                | rechts        | Niederkraml              | 01,7                 |
| Blumauerbach             | links         | Peilstein im Mühlviertel | 02,7                 |
| Krebsenbachl (Imbach)    | rechts        | Peilstein im Mühlviertel | 02,2                 |
| Kirchbach                | links         | Rinnmühle                | 03,5                 |
| Wäschbachl               | rechts        | Rinnmühle                | 03,5                 |
| Grafenedter Bach         | links         | Gumpenmühle              | 04,1                 |
| Auerbach (Wertbach)      | rechts        | Schafflmühle             | 06,1                 |
| Fischbach                | links         |                          | 13,1                 |
| Kobler Bach (Koblerbach) | links         |                          | 04,9                 |
| Leitenbach               | rechts        | Krondorf                 | 38,3                 |
| Daimbach                 | links         | Hühnereschrei            | 09,3                 |
| Brücklbachl              | rechts        | Bruckwirt                | 08,1                 |
| Daglesbach               | rechts        | Papierfabrik Obermühl    | 39,2                 |